# 柏林地鐵8號線
柏林地鐵8号線（德語：U-Bahnlinie 8）是德國柏林的一條地鐵路線。柏林地鐵8号線全長18.1公里，共有24個車站，冷戰期間東德部分的車站被封鎖，只能坐頭尾部分的幾個車站。8号線的線路代表顏色是深藍色。